# NBA 2K15
NBA 2K15 è un videogioco della serie NBA 2K, successore di NBA 2K14 disponibile su PlayStation 3, PlayStation 4 Microsoft Windows, Xbox 360 e Xbox One.
È un gioco di Pallacanestro NBA che contiene 25 squadre della Eurolega 2013-2014 tra cui le italiane Olimpia Milano e Montepaschi Siena.

## Modalità di gioco
- LA MIA LEGA: Modalità in cui si crea un campionato personalizzato e si può prendere le redini di una Franchigia per 80 anni o per solo una stagione
- IL MIO GM: Modalità in cui si può scegliere una Franchigia in qualità di GM, arrivando ad una somma di VC si può acquistare una franchigia.
- NBA TODAY: Dove si possono giocare le partite previste per quel giorno, partite al parco, allenamenti e partite veloci.
- LA MIA CARRIERA:  Modalità in cui si crea un giocatore, la storia prevede di non essere stati scelti al Draft NBA ma ci dà la possibilità di effettuare delle partite di allenamento a metà stagione con diverse franchigie, in cui bisogna convincere il coach e il GM a concederci un contratto da dieci giorni. Giocando le prime partite nel contratto bisogna giocare bene per convincere il GM ad essere ingaggiato per il resto della stagione.
- LA MIA SQUADRA: Modalità in cui si collezionano carte per creare la tua squadra dei sogni. Si comprano pacchetti con in VC